# تپه نیازقله‌سی
تپه نیاز قله سی مربوط به دوره اشکانیان است و در شهرستان اردبیل، بخش مرکزی، دهستان بالغلو، روستای آلقیر واقع شده و این اثر در تاریخ ۱۸ اسفند ۱۳۸۷ با شمارهٔ ثبت ۲۴۹۶۴ به‌عنوان یکی از آثار ملی ایران به ثبت رسیده است.